# Uomini, boschi e api
Uomini, boschi e api è una raccolta di racconti di Mario Rigoni Stern pubblicata nel 1980.
Nella parte iniziale il testo è presentato in un modo scientifico e divulgativo. Nel secondo capitolo il tono invece si modifica molto, facendo diventare l'opera molto più romanzata e mettendo in evidenza la relazione tra il genere umano, la natura e gli animali, soprattutto le api.

## Contenuti
I racconti sono divisi in cinque sezioni:
- I giorni del Nord-Est
- «con il cielo e le selve»
- Stagione di vita in compagnia delle api
- Lavori di montagna
- L'ultimo viaggio di un emigrante

## Edizioni
- Mario Rigoni Stern, Uomini, boschi e api, Einaudi, 1998,  p. 194, ISBN 88-06-14873-7.